# Lanjazate
Lanjazate (em armênio: Լանջազատ; romaniz.: Lanǰazat)[a] é uma aldeia do município de Artaxata, da província de Ararate, na Armênia. De acordo com o censo de 2011, havia 1 388 habitantes.

## História
No século XIX, Lanzajate fez parte do distrito (uezde) de Erevã da Gubernia de Erevã. Por decreto do Soviete Supremo da República Socialista Soviética da Armênia de 2 de março de 1940, foi renomeada Zovaxém, e por outro decreto de 21 de outubro de 1967 recebeu seu nome atual. Nos anos de 1831, 1897, 1926, 1939, 1959, 1979, respectivamente, tinha 59, 219, 232, 232, 636 e 918 habitantes. Parte dos ancestrais de seus residentes vieram de aldeias nas regiões de Coi e Salmas, no atual Irã, em 1829-30.

## Geografia
Lanjazate está localizada no vale do rio Azate, na margem direita de seu curso inferior. Seus arredores estão cheios de jardins e pomares. Sua água potável vem da central de abastecimento de Garni. Suas casas têm um a dois andares e são construídas em pedra. Subsiste da jardinagem, cultivo de frutas, vegetais e melões. Em termos de infraestrutura, conta com uma escola primária, uma biblioteca-clube e um posto médico. O reservatório do Azate está localizado perto da aldeia.